# Вибори до Палати представників США (2022)
Вибори до Палати представників США проходять 8 листопада 2022 року, у середині терміну повноважень президента Джо Байдена. Вибори представників проводяться від усіх 435 округів конгресу у кожному із 50 штатів США. Також будуть обрані делегати без права голосу від округу Колумбія та чотирьох з п'яти острівних територій США. Багато інших федеральних, державних та місцевих виборів, включно з виборами до Сенату 2022 року, також проходять цього ж дня.
Переможці цих виборів будуть обрані до 118-го Конгресу Сполучених Штатів, місця будуть розподілені між Штатами на основі перепису населення Сполучених Штатів 2020 року. Демократи отримали більшість у Палаті представників за підсумками виборів 2018 року, коли вони здобули 235 місць. Проте їхня більшість була скорочена на виборах 2020 року.

## Члени Палати представників, які оголосили про звільнення
Загалом 49 конгресменів і один делегат без права голосу, серед яких 30 демократів та 20 республіканців, оголосили про звільнення. 17 із них (9 демократів та 8 республіканців) вирішили балотуватися на іншу посаду.

### Демократична партія
| Округ               | Конгресмен           | Примітки                                  | Посилання |
| ------------------- | -------------------- | ----------------------------------------- | --------- |
| Аризона 2           | Ен Кіркпатрик        |                                           | [ 2 ]     |
| Вермонт             | Пітер Велч           | Кандидат в Сенат США                      | [ 3 ]     |
| Вісконсин 3         | Рон Кайнд            |                                           | [ 4 ]     |
| Гаваї               | Кай Кегеле           | Кандидат у губернатори Гаваїв             | [ 5 ]     |
| Гуам                | Майкл Сан Ніколас    | Кандидат у губернатори Гуаму              | [ 6 ]     |
| Іллінойс 1          | Боббі Раш            |                                           | [ 7 ]     |
| Іллінойс 17         | Шері Бустос          |                                           | [ 8 ]     |
| Каліфорнія 9        | Джеррі Макнерні      |                                           | [ 9 ]     |
| Каліфорнія 14       | Джеккі Спаєр         |                                           | [ 10 ]    |
| Каліфорнія 37       | Карен Басс           | Кандидат в мери Лос-Анджелеса             | [ 11 ]    |
| Каліфорнія 40       | Люсіль Ройбал-Аллард |                                           | [ 12 ]    |
| Каліфорнія 47       | Алан Ловенталь       |                                           | [ 13 ]    |
| Кентуккі 3          | Джон Ярмут           |                                           | [ 14 ]    |
| Колорадо 7          | Ед Перлмуттер        |                                           | [ 15 ]    |
| Мічиган 14          | Бренда Лоуренс       |                                           | [ 16 ]    |
| Меріленд 4          | Ентоні Браун         | Кандидат в генеральні прокурори Меріленда | [ 17 ]    |
| Нью-Джерсі 8        | Альбіо Сайрес        |                                           | [ 18 ]    |
| Нью-Йорк 3          | Томас Суозі          | Кандидат у губернатори штату Нью-Йорк     | [ 19 ]    |
| Огайо 13            | Тім Раян             | Кандидат в Сенат США                      | [ 20 ]    |
| Нью-Йорк 4          | Кетлін Райс          |                                           | [ 21 ]    |
| Орегон 4            | Пітер Дефазіо        |                                           | [ 22 ]    |
| Пенсільванія 17     | Конор Лемб           | Кандидат в Сенат США                      | [ 23 ]    |
| Пінсильванія 18     | Майк Дойл            |                                           | [ 24 ]    |
| Род-Айленд 2        | Джеймс Ленджевін     |                                           | [ 25 ]    |
| Північна Кароліна 1 | Джордж Баттерфілд    |                                           | [ 26 ]    |
| Північна Кароліна 4 | Девід Прайс          |                                           | [ 27 ]    |
| Теннессі 5          | Джим Купер           |                                           | [ 28 ]    |
| Техас 30            | Едді Берніс Джонсон  |                                           | [ 29 ]    |
| Флорида 7           | Стефані Мерфі        |                                           | [ 30 ]    |
| Флорида 10          | Вел Демінґз          | Кандидат в Сенат США                      | [ 31 ]    |

### Республіканська партія
| Округ                | Конгресмен        | Примітки                               | Посилання |
| -------------------- | ----------------- | -------------------------------------- | --------- |
| Алабама 5            | Мо Брукс          | Кандидат у Сенат США                   | [ 32 ]    |
| Джорджія 10          | Джоді Хайс        | Кандидат у секретарі штату Джорджія    | [ 33 ]    |
| Іллінойс 16          | Адам Кінзінгер    |                                        | [ 34 ]    |
| Індіана 9            | Трей Голлінгсворт |                                        | [ 35 ]    |
| Каліфорнія 22        | Конні Конвей      |                                        | [ 36 ]    |
| Міссурі 4            | Вікі Гарцлер      | Кандидат у Сенат США                   | [ 37 ]    |
| Міссурі 7            | Біллі Лонг        | Кандидат у Сенат США                   | [ 38 ]    |
| Мічиган 6            | Фред Аптон        |                                        | [ 39 ]    |
| Нью-Йорк 1           | Лі Зельдін        | Кандидат у губернатори штату Нью-Йорк  | [ 40 ]    |
| Нью-Йорк 23          | Джо Семполінскі   |                                        | [ 41 ]    |
| Нью-Йорк 24          | Джон Катко        |                                        | [ 42 ]    |
| Нью-Йорк 27          | Кріс Джейкобс     |                                        | [ 43 ]    |
| Огайо 7              | Бобб Ґіббз        |                                        | [ 44 ]    |
| Огайо 16             | Ентоні Гонсалес   |                                        | [ 45 ]    |
| Оклахома 2           | Марквейн Маллін   | Кандидат до Сенату                     | [ 46 ]    |
| Північна Кароліна 13 | Тед Бадд          | Кандидат у Сенат США                   | [ 47 ]    |
| Пенсильванія 7       | Фред Келлер       |                                        | [ 48 ]    |
| Техас 1              | Луї Гомерт        | Кандидат у генеральні прокурори Техасу | [ 49 ]    |
| Техас 3              | Вен Тейлор        |                                        | [ 50 ]    |
| Техас 8              | Кевін Брейді      |                                        | [ 51 ]    |